# Annette Kar Baxter

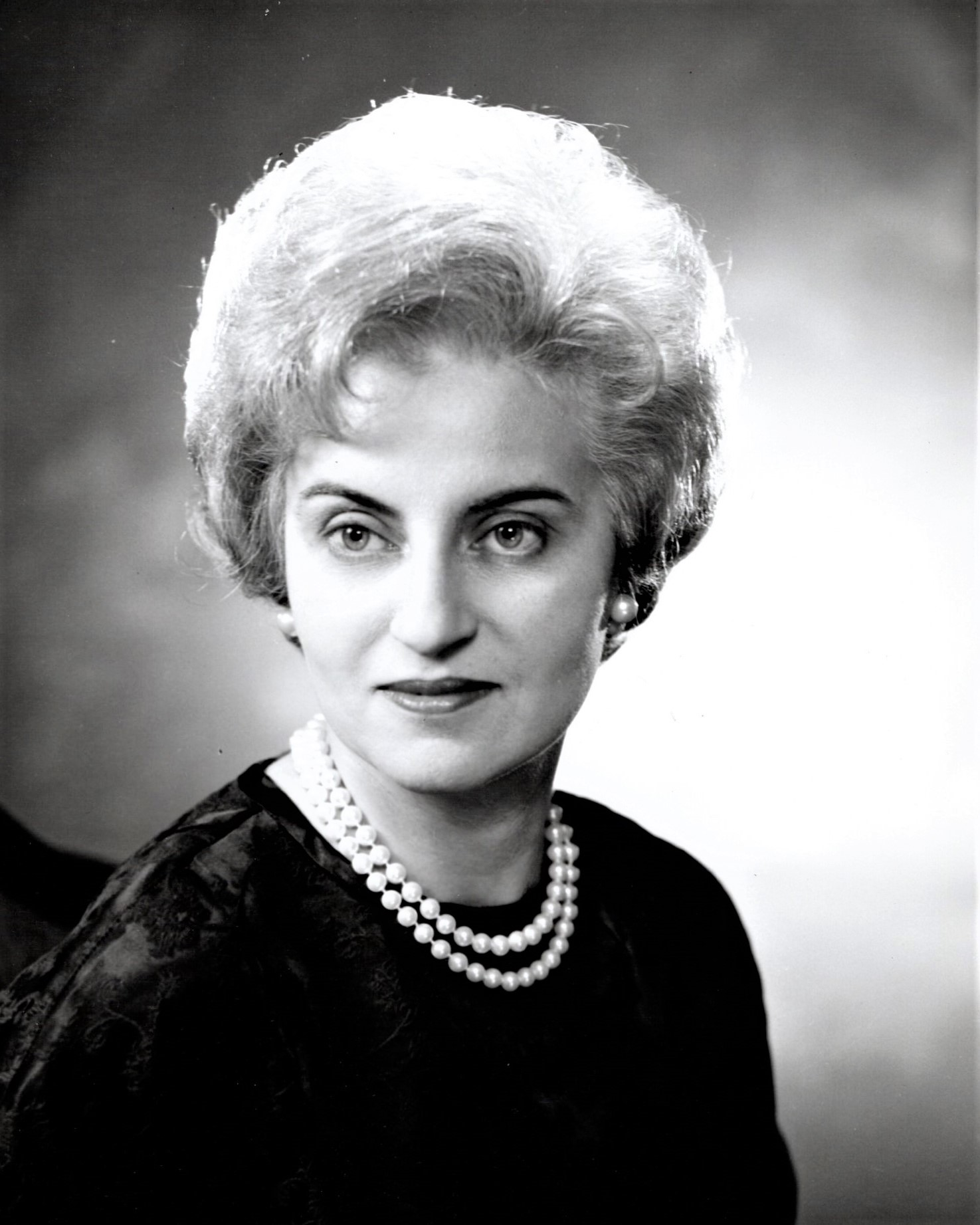
Annette Kar Baxter (undatiert)

Annette Kar Baxter (* 12. November 1926 in New York City als Annette Kar; † 18. September 1983 in Point O'Woods, Fire Island, Suffolk County, New York) war eine US-amerikanische Historikerin und Hochschullehrerin, die als Pionierin der Frauengeschichte als akademische Disziplin gilt.

## Leben
Annette Kar wurde 1926 in New York City geboren und studierte zunächst an der New York University, ehe sie zum Barnard College wechselte und dort ihr Bachelor-Studium beendete. Anschließend arbeitete sie einige Monate in Vollzeit als Assistentin beim Verlag Random House, bevor sie Master-Abschlüsse vom Smith College (1948) und vom Radcliffe College (1949) erlangte. Danach arbeitete sie als assistierende Kuratorin für die regionalgeschichtliche Sammlung der Cornell University, als Exekutivsekretärin der American-Studies-Seminars der Columbia University und als Sekretärin des American Studies Bibliography Project der American Studies Association, während sie von 1952 bis 1958 an der Brown University im Fach American Civilization (= American Studies) promovierte. Nach Erlangung des Doktorgrads kehrte sie als Dozentin für Geschichte an das Barnard College zurück, wo sie 1960 zur associate professor und 1966 zur assistant professor befördert wurde, ehe sie 1971 eine volle Professur erhielt. Ab 1975 war sie am Barnard College Adolph S. and Effie Ochs Professor of American Studies and History. Nach zwei kurzen Amtszeit als Interimsleiterin war sie bereits 1967 zur Direktorin des American-Studies-Institut ernannt worden, ab 1974 war sie auch Leiterin der geschichtswissenschaftlichen Abteilung.
Baxters Promotion beschäftigte sich mit dem damals noch unbekannten Schriftsteller Henry Miller. Die Arbeit wurde 1961 unter dem Titel Henry Miller, Expatriate veröffentlicht; das Buch war die erste nennenswerte wissenschaftliche Biografie des Autors. 1966 unterrichtete sie am Barnard College den ersten Kurs zur Frauengeschichte und begann damit, dieses damals neue Feld als akademische Disziplin am College zu etablieren. Damit war sie auch über das College hinaus eine Pionierin in diesem neuen Feld. Baxter forschte auch aktiv in diesem Gebiet und publizierte dazu unter anderem das Buch To be a Woman in America, 1850–1930, ein Fotoband über die Geschichte der Frau in Amerika. Daneben war Baxter in verschiedensten akademischen Fach-Organisationen sowie in der Verwaltung des Barnard College tätig. Um das Jahr 1980 engagierte sie sich erfolgreich für den Fortbestand des Barnard College, für das damals eine Zusammenlegung mit der Columbia University im Raum stand. Baxter befürwortete zudem das Konzept des women’s college, also nur für Frauen reservierter Hochschulen, wie auch das Barnard College eine ist. Von 1968 bis 1978 war sie Trustee des Kirkland College, eines weiteren women’s college.
1955 heiratete Annette Kar den Psychiater James E. Baxter und bekam mit ihm zwei Kinder. Etwa 1970 kaufte sich das Ehepaar ein Sommerhaus in Point O'Woods auf Fire Island vor der Küste von Long Island. Dort starb Baxter 56-jährig im September 1983 bei einem Hausbrand, der auch Baxters Ehemann und einen Gast tötete. Der ebenfalls anwesende Sohn des Ehepaars entkam den Flammen. Posthum erschien ihr letztes Buch 1984, ein von ihr herausgegebene Leitfaden für den Unterricht von Frauenforschung als akademischer Kurs. Baxters Nachlass befindet sich in der Bibliothek des Smith College.

## Veröffentlichungen
Monografien
- Henry Miller: Expatriate. University of Pittsburgh Press, Pittsburgh 1961. ISBN 0-8229-8376-1.
- mit Constance Jacobs: To be a Woman in America, 1850–1930. Times Books, New York 1978. ISBN 0-8129-0764-7.

Herausgeberschaften
- Women’s History. Markus Wiener Publishing, New York 1984.